# Xenophobe
Xenophobe is een videospel dat werd ontwikkeld en uitgegeven door Bally Midway. Het spel werd eerste in 1987 uitgebracht als arcadespel. Het spel kon met maximaal drie spelers gespeeld worden. In 1988 kwam het uit voor de NES en de jaren hierna voor andere populaire homecomputers. Het spel is horizontale sidescroller en de speler moet door verschillende kamers lopen en aliens al schietend uitschakelen.

## Releases
| jaar | platform                                                  |
| ---- | --------------------------------------------------------- |
| 1987 | Arcade                                                    |
| 1988 | NES                                                       |
| 1989 | Amiga, Amstrad CPC, Atari 7800, Commodore 64, ZX Spectrum |
| 1990 | Atari 2600, Lynx                                          |

Het spel maakte onderdeel uit van de volgende compilatiespellen:
- Midway's Arcade Treasures 2 (2004) voor de PS2, Xbox en Nintendo GameCube
- Midway Arcade Treasures: Extended Play (2005) voor PSP
- Midway Arcade Origins (2012) voor PlayStation 3 en Xbox 360

## Ontvangst
| Beoordeeld door                | Platform    | Datum         | Score |
| ------------------------------ | ----------- | ------------- | ----- |
| The Games Machine (GB)         | ZX Spectrum | december 1989 | 80%   |
| Computer and Video Games (CVG) | Lynx        | januari 1991  | 79%   |
| Amiga Format                   | Amiga       | december 1989 | 76%   |
| Your Sinclair                  | ZX Spectrum | december 1989 | 76%   |
| The Games Machine (GB)         | Amiga       | december 1989 | 76%   |
| The Games Machine (GB)         | Amstrad CPC | december 1989 | 72%   |
| CU Amiga                       | Amiga       | december 1989 | 71%   |
| Zzap!                          | Amiga       | december 1989 | 62%   |
| Amiga Joker                    | Amiga       | december 1989 | 61%   |
| Power Play                     | Atari ST    | november 1989 | 31%   |